# عزت الطيري
محمد عزت عبد الحافظ الطيري (1 يوليو 1953 -) هو شاعر مصري، وعضو اتحاد كتاب مصر.

## حياته ونشأته
ولد في نجع قطية، التابع لمركز نجع حمادي بمحافظة قنا في 1 يوليو 1953. حصل على بكالوريوس الزراعة من جامعة أسيوط، سنة 1978. نشرت أشعاره في الصحف والمجلات المصرية والعربية.

## مجموعاته الشعرية[7][8]
صدرت للطيري المجموعات الشعرية الآتية:
- دع لي سلوى
- عد لنا يا زمان القمر
- الطريق السهل مقفل
- تنويعات على مقام الدهشة
- فصول الحكايات
- وسرب العصافير يسأل عنك
- فاطمة
- افتحي الصيف لي
- عبير الكمنجات